# Chương Nhược Nam
Chương Nhược Nam (giản thể: 章若楠, phồn thể: 章若楠, bính âm: Zhāng Ruò Nán, sinh ngày 14 tháng 11 năm 1996 tại Chiết Giang, Trung Quốc) là một nữ diễn viên nổi tiếng của Trung Quốc đại lục. Cô được khán giả biết đến rộng rãi qua các bộ phim Hôn lễ của em, Soi Sáng Cho Em, Bi thương ngược dòng thành sông, Anh Cũng Có Ngày Này. Mới nhất cô tham gia dự án ngôn tình chuyển thể Khó dỗ dành với vai diễn Ôn Dĩ Phàm và dự án cổ trang võ hiệp Vũ Lâm Linh với vai diễn đại tiểu thư Hoắc Linh Lung.

## Tiểu sử
Chương Nhược Nam sinh ra ở thành phố Ôn Châu tỉnh Chiết Giang. Khi cô còn nhỏ, vì ba mẹ có công việc kinh doanh ở Thạch Gia Trang, nên cô lớn lên và trưởng thành tại đây.
Năm 2015, Chương Nhược Nam đang học đại học ở Hàng Châu. Vì yêu thích chụp ảnh, nên cô thường đăng ảnh của mình lên MXH Weibo. Một người bạn cùng lớp đề cử cô tham gia cuộc thi sắc đẹp của trường, vì vậy cô đã đăng một bức ảnh của mình lên Weibo, cuối cùng cô lọt vào danh sách top 30 của cuộc thi. Sau đó, một doanh nhân đã tìm đến cô và mời cô làm người mẫu. Chương Nhược Nam bắt đầu học tập, tiếp cận với các nhãn hàng, sau đó quyết định thử sức. Năm 2017, đoàn làm phim "Bi thương ngược dòng thành sông đã tiếp cận và mời cô đóng vai Cố Sâm Tương trong phim. Sau khi cân nhắc cẩn thận, cô đã quyết định thử sức với công việc đóng phim.

## Sự nghiệp diễn xuất
Tháng 12 năm 2017, Chương Nhược Nam chính thức gia nhập làng giải trí sau khi tham gia diễn xuất trong bộ phim điện ảnh Bi thương ngược dòng thành sông lấy đề tài thanh xuân vườn trường của đạo diễn Lạc Lạc, trong phim cô vào vai Cố Sâm Tương, chị em sinh đôi với Cố Sâm Tây, một cô nàng học sinh dịu dàng lương thiện và tốt bụng. Bộ phim được công chiếu toàn quốc vào ngày 30 tháng 9 năm 2018, đây cũng là bộ phim đầu tiên của cô.
Tháng 5 năm 2019, cô diễn chính trong phim điện ảnh đô thị giả tưởng lãng mạn "Nếu thanh âm không ghi nhớ", trong phim cô vào vai Cát Trạch, một cô gái hát dân ca mắc chứng trầm cảm.
Ngày 16 tháng 2 năm 2020, bộ phim ngôn tình lãng mạn hiện đại "Ai cũng khao khát gặp được em" do Triệu Vy sản xuất được phát sóng chính thức trên iQiyi. Trong phim Chương Nhược Nam diễn vai La Khê, một cô gái tươi sáng tựa ánh mặt trời, khiến cho con người cuồng công việc như Trương Mẫn cảm thấy thoải mái khi ở bên cạnh cô.
Ngày 25 tháng 2, thông tin xác nhận cô cùng Hứa Quang Hán sẽ diễn chính trong bộ phim tình cảm thanh xuân Hôn lễ của em. Bộ phim sau khi ra mắt đã đạt được doanh thu phòng vé ấn tượng là 116,7 triệu đô la Mỹ (823 triệu NDT) trên toàn thế giới, mở ra cho 2 diễn viên chính một chặng đường mới trong sự nghiệp, đặc biệt là với Chương Nhược Nam.
Năm 2023, ngày 02 tháng 6, bộ phim ngôn tình đô thị "Soi sáng cho em" do Chương Nhược Nam và Trần Vỹ Đình hợp tác đóng chính cùng lúc phát sóng trên đài truyền hình Giang Tô và nền tảng chiếu mạng WeTV. Chương Nhược Nam đóng vai Từ Lai, một phóng viên nổi tiếng và huấn luyện viên chó chuyên nghiệp. Vào ngày 2 tháng 11, bộ phim truyền hình tình cảm đô thị "Người tình chữa lành" với sự tham gia của Chương Nhược Nam và La Vân Hi đã được ra mắt trên CCTV8 và nền tảng Youku. Trong phim, cô vào vai Tô Vi An, cô sinh viên ngành Y mang trong mình căn bệnh hiếm gặp. Vào ngày 8 tháng 12, bộ phim điện ảnh giả tưởng kinh dị "Cửa hàng ánh sáng" do cô đóng chính đã được công chiếu trên toàn quốc, với vai diễn y tá Hứa Niệm.
Ngày 4 tháng 1 năm 2024, bộ phim ngôn tình lãng mạn "Anh cũng có ngày này" đóng cặp cùng Trần Tinh Húc được phát sóng trên Youku, cô đóng vai luật sư hôn nhân gia đình tên Thành Dao. Vào ngày 9 tháng 2, Chương Nhược Nam xuất hiện trên chương trình chào năm mới "Xuân Vãn 2024"của Đài Phát thanh và Truyền hình Trung ương Trung Quốc CCTV, giúp cô tăng độ nhận diện đáng kể đối với công chúng.
Vào ngày 24 tháng 3 năm 2024, dàn diễn viên chính thức của bộ phim ngôn tình hiện đại được chuyển thể từ tiểu thuyết nổi tiếng "Khó dỗ dành" do Youku  sản xuất đã được công bố, với Chương Nhược Nam đảm nhận vai diễn Ôn Dĩ Phàm, đóng cặp cùng Bạch Kính Đình.
Ngày 15 tháng 9, đại chế tác cổ trang võ hiệp "Vũ Lâm Linh" do Youku và Chính Ngọ Dương Quang đồng sản xuất đã công bố dàn diễn viên và chính thức khai máy, với sự tham gia của Dương Dương vai Triển Chiêu và Chương Nhược Nam vai Hoắc Linh Lung.

## Danh sách phim

### Phim điện ảnh
| Năm  | Tựa đề                                           | Tựa đề tiếng Trung     | Vai diễn                 | Bạn diễn                             | Vai trò          | Doanh thu     |
| ---- | ------------------------------------------------ | ---------------------- | ------------------------ | ------------------------------------ | ---------------- | ------------- |
| 2018 | Bi thương ngược dòng thành sông                  | 悲伤逆流成河           | Cố Sâm Tương             | Nhậm Mẫn, Triệu Anh Bác, Tân Vân Lai | Nữ phụ phiên 4   | ∅             |
| 2020 | Nếu Thanh Âm Không Ghi Nhớ                       | 如果声音不记得         | Cát Trạch                | Tôn Thần Tuấn                        | Nữ chính phiên 1 | 334 triệu NDT |
| 2021 | Hôn lễ của em                                    | 你的婚礼               | Vưu Vịnh Từ              | Hứa Quang Hán                        | Nữ chính phiên 2 | 822 triệu NDT |
| 2021 | Cách mệnh giả                                    | 革命者                 | Lý Tinh Hoa              |                                      | Khách mời        | ∅             |
| 2023 | Thanh niên Trung Quốc: Tôi và thanh xuân của tôi | 中国青年：我和我的青春 | Hứa Nhị                  | Vương Tử Dị                          | Khách mời        | ∅             |
| 2023 | Đã nhiều năm như thế                             | 这么多年               | Lăng Tường Tây           | Trương Tân Thành, Tôn Thiên          | Khách mời        | ∅             |
| 2023 | Xin Đừng Tin Cô Ấy                               | 请别相信她             | Bạch Na                  | Ngô Dục Hàn                          | Nữ chính phiên 1 | 52 triệu NDT  |
| 2023 | Cửa Hàng Ánh Sáng                                | 照明商店               | Hứa Niệm                 | Bạch Vũ Phàm, Lưu Dịch Quân          | Nữ chính phiên 1 | 275 triệu NDT |
| 2025 | Tình yêu thầm lặng                               |                        | Mộc Mộc ( Trưởng thành ) |                                      | Khách Mời        |               |

### Phim truyền hình
| Năm  | Tựa đề                                    | Tựa đề tiếng Trung | Vai diễn           | Bạn diễn                                     | Kênh phát sóng                     | Vai trò             |
| ---- | ----------------------------------------- | ------------------ | ------------------ | -------------------------------------------- | ---------------------------------- | ------------------- |
| 2020 | Ai Cũng Khao Khát Gặp Được Em             | 谁都渴望遇见你     | La Khê             | Trương Triết Hạn, Vương Dĩ Luân              | iQIYI                              | Nữ chính phiên 1    |
| 2020 | Sư gia xin tự trọng                       | 师爷请自重         | Đàm Linh Âm        | Trương Hạo Duy                               | Youku                              | Nữ chính phiên 1    |
| 2021 | Hảo Thủ Tựu Vị                            | 号手就位           | Lương Nặc          | Lý Dịch Phong                                | ∅                                  | Khách mời           |
| 2021 | Nửa Hiệp Cơ Trí                           | 机智的上半场       | Hoàng Phủ Thục Mẫn | Thẩm Nguyệt, Trạch Tử Lộ                     | Youku                              | Nữ chính phiên 2    |
| 2021 | Nữ Bác Sĩ Tâm Lý                          | 女心理师           | Vưu Na             | Dương Tử (diễn viên), Tỉnh Bách Nhiên        | ∅                                  | Khách mời           |
| 2022 | Bằng Lan Nhất Phiến Phong Vân Khởi        | 凭栏一片风云起     | Mạnh Hải Đường     | Hồ Nhất Thiên                                | Tencent Video, Mango TV, Hồ Nam TV | Nữ chính phiên 2    |
| 2023 | Soi Sáng Cho Em                           | 照亮你             | Từ Lai             | Trần Vỹ Đình, Thử Sa                         | Tencent Video, Giang Tô TV         | Nữ chính phiên 2    |
| 2023 | Người Tình Chữa Lành                      | 爱情遇见达尔文     | Tô Vi An           | La Vân Hi                                    | Youku, CCTV8                       | Nữ chính phiên 2    |
| 2024 | Anh Cũng Có Ngày Này                      | 你也有今天         | Thành Dao          | Trần Tinh Húc                                | Youku                              | Nữ chính phiên 2    |
| 2024 | Phàm Nhân Ca                              | 凡人歌             | Lý Hiểu Duyệt      | Ân Đào, Vương Kiêu                           | iQIYI, Tencent Video, CCTV8        | Nữ phụ phiên 3      |
| 2025 | Hồ Yêu Tiểu Hồng Nương: Trúc Nghiệp Thiên | 狐妖小红娘竹业篇   | Dương Nhạn         | Lưu Thi Thi, Trương Vân Long                 | iQIYI                              | Khách mời (phiên 7) |
| 2025 | Khó dỗ dành                               | 难哄               | Ôn Dĩ Phàm         | Bạch Kính Đình, Trương Miểu Di, Trần Hạo Sâm | Youku                              | Nữ chính phiên 2    |
| TBA  | Vũ Lâm Linh                               | 雨霖铃             | Hoắc Linh Lung     | Dương Dương, Phương Dật Luân, Trương Dư Hi   | Youku                              | Nữ chính phiên 2    |

## Chương trình tạp kỹ
| Năm        | Tựa đề                         | Tập    | Tựa đề tiếng Trung | Vai trò                  | Thành viên                                                       |
| ---------- | ------------------------------ | ------ | ------------------ | ------------------------ | ---------------------------------------------------------------- |
| 16/11/2019 | Tôi chính là diễn viên         | Tập 4  | 我就是演员         | Học việc của Đồng Đại Vỹ | Trương Quốc Lập, Lý Vũ Xuân, Đồng Đại Vỹ, Mã Tư Thuần, Quách Đào |
| 30/11/2019 | Tôi chính là diễn viên         | Tập 6  | 我就是演员         | Học việc của Đồng Đại Vỹ |                                                                  |
| 28/12/2019 | Tôi chính là diễn viên         | Tập 10 | 我就是演员         | Học việc của Đồng Đại Vỹ |                                                                  |
| 11/01/2020 | Tôi chính là diễn viên         | Tập 12 | 我就是演员         | Học việc của Đồng Đại Vỹ |                                                                  |
| 19/02/2020 | Làm mới cố cung 3              | Tập 9  | 上新了故宫         | Khách mời                |                                                                  |
| 13/04/2022 | Đưa 100 cô gái về nhà          | Tập 9  | 送一百位女孩回家   | Khách mời                |                                                                  |
| 20/04/2022 | Đưa 100 cô gái về nhà          | Tập 10 | 送一百位女孩回家   | Khách mời                |                                                                  |
| 2022       | Cùng Nhau Cắm Trại Nào - Mùa 1 | Full   | 一起露營吧         | Thành viên cố định       | Trần Vỹ Đình, Vương Tử Dị, Dương Địch, Hoàng Nhã Lị, Chung Sở Hy |
| 16/07/2022 | Xin chào thứ 7                 | Tập 26 | 你好星期六         | Khách mời                |                                                                  |
| 2022       | Nhà hàng Trung Hoa - Mùa 6     | Full   | 中餐厅             | Thành viên cố định       | Huỳnh Hiểu Minh, Doãn Chính, Ân Đào, Trần Lập Nông               |
| 19/12/2022 | Keep Running - Cùng làm giàu   | Tập 6  | 奔跑吧             | Khách mời                |                                                                  |
| 26/05/2023 | Keep Running - Mùa 11          | Tập 6  | 奔跑吧             | Khách mời                |                                                                  |
| 27/05/2024 | Keep Running - Mùa 12          | Tập 5  | 奔跑吧             | Khách mời                |                                                                  |
| 01/03/2025 | Xin chào thứ 7                 |        | 你好星期六         | Khách mời                |                                                                  |
| 07/06/2025 | Xin chào thứ 7                 |        | 你好星期六         | Khách mời                |                                                                  |

## Giải thưởng và đề cử
| Năm  | Giải thưởng                                           | Hạng mục                    | Tác phẩm đề cử  | Kết quả   |
| ---- | ----------------------------------------------------- | --------------------------- | --------------- | --------- |
| 2019 | iFeng Fashion Choice Awards                           | Xu hướng thời trang trẻ     | —               | Đoạt giải |
| 2020 | Lifestyle Awards                                      | Nghệ sĩ triển vọng          | —               | Đoạt giải |
| 2023 | Tencent Video All Star Awards (Tinh Quang Đại Thưởng) | Diễn viên tiềm năng của năm | Soi Sáng Cho Em | Đoạt giải |

## Chứng thực và quảng cáo

### Người phát ngôn (đại diện) thương hiệu (品牌代言人)
| Năm  | Ngày tuyên | Thương hiệu               | Vai trò                        | Ghi chú                     |
| 2020 | 24/4       | hotwind (热风)            | Đại diện phát ngôn thương hiệu |                             |
| 2020 | 25/5       | JudyDoll                  | Đại diện phát ngôn thương hiệu | Đại diện Orange Duo (橘朵)  |
| 2021 | 23/6       | Chery New Energy Vehicles | Đại diện phát ngôn thương hiệu | Đại diện dòng xe Little Ant |
| 2021 | 17/7       | Good Me                   | Đại diện phát ngôn thương hiệu | Đại diện dòng trà hoa quả   |
| 2023 | 7/10       | DearIrean 独特艾琳        | Đại diện phát ngôn thương hiệu |                             |
| 2024 | 7/3        | F426                      | Đại diện phát ngôn thương hiệu |                             |
| 2024 | 8/4        | LUCKMEEY                  | Đại diện phát ngôn thương hiệu |                             |

### Đại sứ thương hiệu (品牌大使)
| Năm  | Ngày tuyên | Thương hiệu         | Vai trò            | Ghi chú                                 |
| 2019 | ?          | IOPE (艾诺碧)       | Đại sứ thương hiệu | Đại sứ chữa lành nụ cười (微笑治愈大使) |
| 2021 | 8/5        | LolaRose (罗拉玫瑰) | Đại sứ thương hiệu |                                         |
| 2022 | ?          | PROYA (珀莱雅)      | Đại sứ thương hiệu |                                         |
| 2022 | ?          | PANTENE (潘婷)      | Đại sứ thương hiệu | Đại sứ chăm sóc tóc (护发大使)          |
| 2022 | ?          | DOVE (多芬)         | Đại sứ thương hiệu | Đại sứ thái độ (态度大使)               |
| 2023 | ?          | AOKANG (奥康)       | Đại sứ thương hiệu |                                         |

### Bạn thân thương hiệu (品牌挚友)
| Năm  | Ngày tuyên | Thương hiệu                      | Vai trò              | Ghi chú            |
| 2019 | ?          | Maybelline New York (美宝莲纽约) | Bạn thân thương hiệu |                    |
| 2020 | ?          | shuuemura (植村秀)               | Bạn thân thương hiệu |                    |
| 2021 | ?          | SEPHORA (丝芙兰)                 | Bạn thân thương hiệu |                    |
| 2021 | ?          | LANCOME (兰蔻)                   | Bạn thân thương hiệu |                    |
| 2021 | 11/6       | DIOR (迪奥)                      | Bạn thân thương hiệu | Khu vực Trung Quốc |
| 2021 | ?          | SkinCeuticals (修丽可)           | Bạn thân thương hiệu |                    |